# John Carver (gouverneur)
Pour les articles homonymes, voir John Carver et Carver.
John Carver, né avant 1584 en Angleterre et mort en 1621 à Plymouth (Massachusetts), est l'organisateur du voyage du Mayflower, qui, en 1620, a amené un groupe de dissidents anglais, aujourd'hui célèbres sous le nom de « Pères pèlerins », d'Angleterre au Massachusetts.
Dissident réfugié à Leyde (Provinces-Unies), au début des années 1600, aux côtés d'autres dissidents anglais, il organise le départ d'une partie de sa congrégation pour la colonie de Virginie à la fin des années 1610. Après avoir amené les Pères pèlerins en Amérique, John Carver est le premier signataire du Mayflower Compact (novembre 1620) et devient le premier gouverneur de la colonie de Plymouth.

## John Carver avant le voyage du Mayflower
On sait peu de choses.
En 1609, lui et son épouse sont membres de la congrégation wallonne de Leyde. Les Provinces-Unies, issues de l'insurrection des Pays-Bas contre Philippe II, notamment la province de Hollande, accueillent en effet de nombreux protestants des provinces du sud des Pays-Bas, sous le contrôle du roi d'Espagne, mais aussi des protestants anglais persécutés par le roi Jacques Ier.
Il devient diacre de la congrégation en 1609, à environ 25 ans. Le 10 juillet 1609, ont lieu les funérailles d'un enfant Carver, et son épouse meurt peu après.
Il se remarie ensuite avec Katherine Sturton, originaire du Nottinghamshire, belle-sœur du pasteur, John Robinson. John Carver s'implique alors plus fortement dans la vie de la congrégation

## Le voyage des Pères pèlerins

### Le séjour aux Provinces-Unies (1609-1620)
L'initiative du voyage du Mayflower revient à un groupe de dissidents protestants anglais de la région de Scrooby (comté de Yorkshire), réfugiés en Hollande (la province la plus importante de la république des Sept Provinces-Unies des Pays-Bas) à partir de 1609, afin d'échapper à la politique répressive menée par le roi Jacques Ier.
Au bout de quelques années de vie à Leyde, ils décident de revenir vivre dans un territoire de la couronne anglaise, mais pas dans le royaume d'Angleterre même. Ils choisissent de partir outre-Atlantique, où la colonisation anglaise vient de commencer. La colonie de Virginie a en effet été instituée en 1607, avec pour capitale Jamestown.
La congrégation des Anglais de Leyde a pour pasteur John Robinson, qui donne son accord au départ d'une partie de ses ouailles.
Le responsable véritable est John Carver, qui se rend en Angleterre afin de trouver des mécènes et investisseurs et de négocier avec les autorités l'arrivée de ce groupe dans la colonie. Il contacte les dirigeants de la Compagnie de Virginie, des hommes d'affaires comme Thomas Weston. Il est secondé par Robert Cushman, autre réfugié de Leyde, qui reste à Londres pendant toute la période des négociations.

### Le départ duMayflower(Londres) et duSpeedwell(Delfshaven)
Deux navires sont d'abord impliqués : le Mayflower, qui part de Londres avec un groupe de colons ayant des compétences professionnelles utiles, recrutés par les hommes d'affaires qui financent l'opération ; le Speedwell, qui vient chercher les réfugiés de Leyde à Delfshaven.
Les deux navires se rejoignent dans la Manche, mais le Speedwell se révèle inadapté. Après deux tentatives de réparation, John Carver décide de l'abandonner à Plymouth et de ne partir qu'avec le Mayflower. Une partie des réfugiés doit alors revenir en Hollande.
Le véritable départ du Mayflower a donc lieu de Plymouth, le 16 septembre 1620.

### Le voyage depuis Plymouth et leMayflower Compact

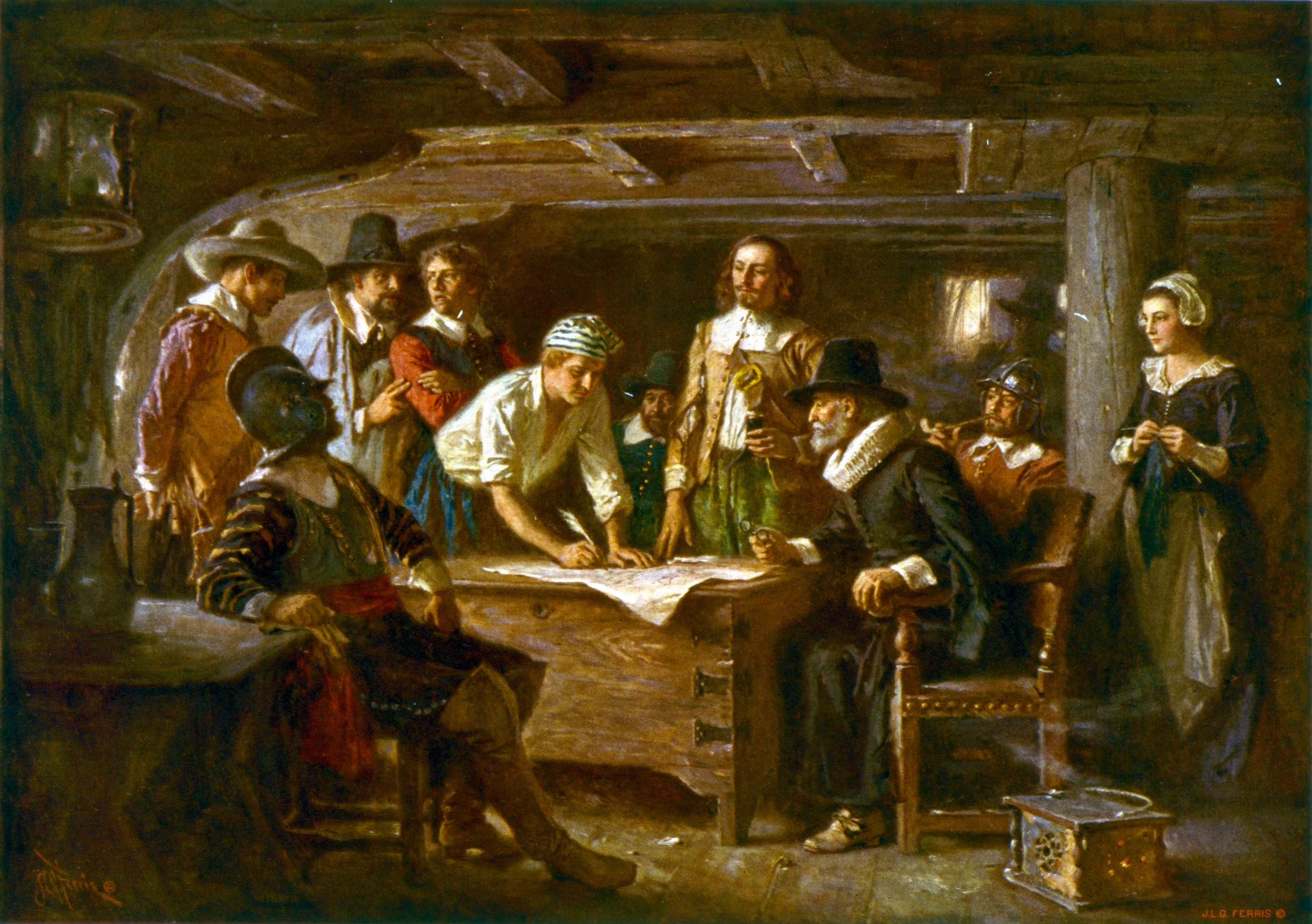
La signature du Mayflower Compact, tableau d'Edward Percy Moran, conservé au musée de Plymouth. John Carver y est représenté.

Carver et sa femme Katherine embarquent à bord du Mayflower avec cinq domestiques et Jasper More, sept ans, l’un des quatre enfants de la famille More qui ont été envoyés aux soins des pèlerins. Carver semble avoir été élu gouverneur du Mayflower pour la durée de la traversée de l’Atlantique.
Le Mayflower a jeté l’ancre au large de Cape Cod en novembre 1620 et le Mayflower Compact a été signé à bord du navire le 11 novembre; il est devenu le premier document régissant la colonie de Plymouth. Carver est peut-être l’auteur du Compact, et en fut certainement le premier signataire. Il a ensuite été choisi pour être gouverneur de la colonie de Plymouth.

### La colonie de Portsmouth et le gouvernorat de Carver
Le premier hiver dans la colonie de Plymouth fut extrêmement difficile car les colons souffraient beaucoup du manque d’abris, de maladies telles que le scorbut et des conditions générales à bord des navires. Près de la moitié des passagers du Mayflower sont morts en quelques mois. Le premier testament rédigé en Nouvelle-Angleterre était celui de William Mullins, et il a été écrit en son nom par Carver alors que Mullins était sur son lit de mort. Il a été signé comme le dernier testament de Mullins par Carver, le capitaine du Mayflower, Christopher Jones, et le chirurgien du navire, Giles Heale. C’est la seule copie connue de la signature de Carver.
Le 22 mars 1621, le gouverneur Carver et le chef Wampanoag Massasoit élaborent un traité de paix et de protection mutuelle. Ce traité a duré plus d’un demi-siècle.
Carver mourut en avril ou mai 1621, âgé de 56 ans, et sa femme mourut cinq ou six semaines plus tard.

## John Carver dans la culture populaire
- John Carver est le personnage principal du film américain The Pilgrims (1924) d'Edwin L. Hollywood (interprétation de Morgan Thorpe).
- Le tueur de Thanksgiving: la semaine de l'horreur (2023) utilise comme pseudonyme John Carver et porte un masque à son effigie lors du Thanksgiving.

### Source
- (en) Cet article est partiellement ou en totalité issu de l’article de Wikipédia en anglais intitulé « John Carver (Plymouth Colony governor) » (voir la liste des auteurs).